# Десет бивола
Десетте бивола (十牛; японски: jūgyū, китайски: shíniú) са традиция в дзен будизма, серия от кратки поеми и придружаващи ги дървени гравюри, показващи стадиите на прогрес към просветлението на практикуващите от Махаяна будизма, както и тяхното (на практикуващите) усъвършенстване на мъдростта. Картините за първи път се появяват в сегашната си форма, както са нарисувани от китайския чан (дзен) учител Куо-ан (廓庵師遠) през 12 век и представят интерпретацията в дзен на десетте стадии, преживени от Бодхисатва, така както са очертани в различни Махаяна сутри и най-вече Аватамсака сутра.
Общите заглавия на стадиите и темите на български език са:
1. В търсене на бивола (безцелно търсене, само звука на щурците)
2. Откриване на следите (път за следване)
3. Съзиране на бивола (но само странично, а не главата му)
4. Улавянето на бивола (голяма битка, бивола многократно избягва, нужна е дисциплина)
5. Укротяването на бивола (по-малко трудност, по-малко дисциплина, бивола става кротък и се подчинява)
6. Яхнал бивола, у дома се завръщаш (голяма радост)
7. Да минеш отвъд бивола (веднъж дошъл у дома, бикът е забравен, забравям за камшика и въжето; щастлива безметежност)
8. Отвъд бивола и себе си (всичко е забравено и празно)
9. Достигане източника на всичко (без грижа за каквото и да е отвън; звук на щурци)
10. Сред света (претъпкан пазар; с погледа си просветлявам всеки срещнат.)

## Галерия
Рисунки на Сюбун (1414 – 1463)
- В търсене на бивола
- Откриване на следите
- Съзиране на бивола
- Улавянето на бивола
- Укротяването на бивола
- Яхнал бивола, у дома се завръщаш
- Да минеш отвъд бивола
- Отвъд бивола и себе си
- Достигане източника на всичко
- Сред света